# 송덕암
송덕암(松德庵)은 충청남도 서산시 해미면 대곡리에 있는 사찰이다.
한국불교 태고종 소속의 암자이며, 전통사찰 제48호로 지정되어 있다.
송덕암(松德庵)이 언제 창건되었는지는 정확히 알 수 없다. 약사전을 개축할 때 발견된 대들보 상량문에 1785년(정조 9)에 중수했다는 기록이 보이며 1991년에 세워진 상왕산 송덕암 중건시주공덕비에 의하면 1785년(정조 9) 승지 임하(任夏)가 말을 타고 가다 미륵여래를 발견하고 이곳에 절을 짓고 부처님의 덕을 칭송한다는 의미로 송덕암이라 했다고 한다. 1973년 주지 고동우에 의해 약사전, 삼신각, 범종각 등이 중건되었으며 1988년 6월 18일 전통 사찰 48호로 지정되었다. 2008년에는 일주문을 조성하고 그 앞에 금강역사를 조성하였으며, 석탑 1기는 최근에 조성하였다.